# Yphthimoides renata
Yphthimoides renata är en fjärilsart som beskrevs av Pieter Cramer 1782. Yphthimoides renata ingår i släktet Yphthimoides och familjen praktfjärilar. Inga underarter finns listade i Catalogue of Life.

## Bildgalleri

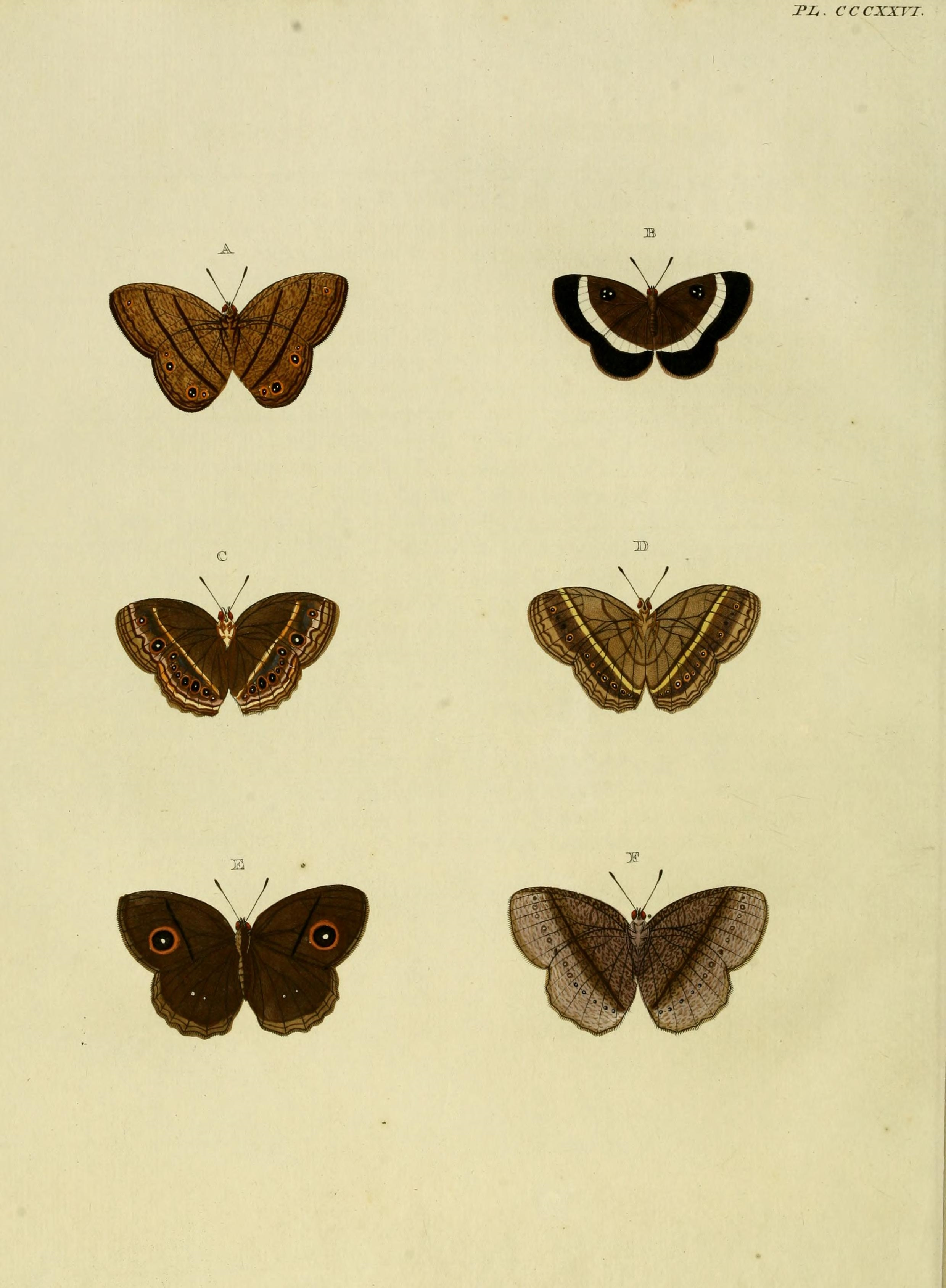